# Adorazione dei Magi (Lorenzo Monaco)
L'Adorazione dei Magi è un dipinto di Lorenzo Monaco conservato agli Uffizi di Firenze. Si tratta di una tempera su tavola (115×183 cm), dipinta secondo lo stile gotico internazionale.  È datata al 1420-1422.
L'opera è spesso indicata come il capolavoro di Lorenzo, che raggiunge un vertice dello stile gotico internazionale, abbracciato fin dalla svolta del 1404, quella legata all'influenza di Gherardo Starnina e Lorenzo Ghiberti.

## Storia
Dell'opera si conosce una discreta documentazione. Venne commissionata a Lorenzo Monaco che vi lavorò assieme a tre aiutanti. L'opera, di dimensioni non particolarmente grandi, venne pagata l'altissima somma di 182 fiorini, che testimonia il prestigio del pittore al culmine della sua carriera. Alcuni, sulla base di una menzione di Vasari nelle Vite, presuppongono che questa sia la tavola per l'altare maggiore della chiesa di Sant'Egidio, dove venne magari dipinta per la solenne riconsacrazione da parte di Martino V, evento di estrema risonanza cittadina. Documenti d'archivio riportano comunque come la pala fosse anticamente conservata in un ambiente affacciato sul primo chiostro del convento di San Marco, dove venne sicuramente vista da Beato Angelico: nel 1810 ricordano come la tavola fosse stata all'epoca attribuita proprio all'Angelico.
La tavola venne riquadrata da Cosimo Rosselli nel XV secolo, che aggiunse i Profeti e l'Annunciazione in alto. In tutta probabilità era anticamente corredata anche di predella.
La pala è stata restaurata nel 1995.

## Descrizione

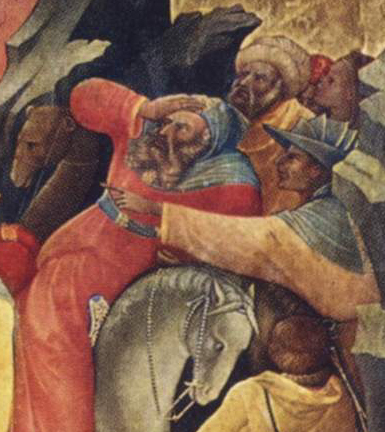
Dettaglio

L'opera è concepita in maniera originale, come un'unica grande rappresentazione con un ridotto uso del fondo oro, ormai quasi fuori moda. La cornice però richiama ancora la forma del trittico, con le cornici degli archetti che invadono la parte superiore della scena. A sinistra si trova la capanna della Natività, costruita come un palazzetto con un cortile a arcate (dove stanno il bue e l'asinello) dalla prospettiva antinaturalistica, alla maniera di Giotto, probabilmente un effetto arcaicizzante voluto, in risposta alla "fredda" prospettiva matematica di Brunelleschi e Masaccio. La Madonna, avvolta in un manto blu notte con fodera dorata, sta seduta su una roccia con le gambe distese e mostra il Bambino agli astanti; sulla sua veste (capo e spalle) si trovano le tre stelle simbolo di verginità. San Giuseppe siede invece nell'angolo in basso a sinistra e guarda in alto. Le parti centrale e destra sono occupate dal fiabesco corteo dei Magi. Essi sono in primo piano al centro ed hanno già deposto le corone, che si trovano in terra (due) e in mano al servitore con la spada e il vestito violetto (una); il primo e il terzo, rispettivamente quello anziano e quello giovane, sono già inginocchiati e il Magio dalla barba bianca sta contemplando il Bambino ai piedi del quale ha già deposto il suo regalo; il Magio di età matura sta invece ancora in piedi tra i due compagni, con in mano una preziosa ampolla e, nell'altra, un lembo della veste che viene rovesciata mostrando la fodera argentea; lo sguardo è fisso sul Bambino. Essi, diversamente dalla tradizione evangelica che li voleva tutti anziani, compongono le tre età dell'uomo.

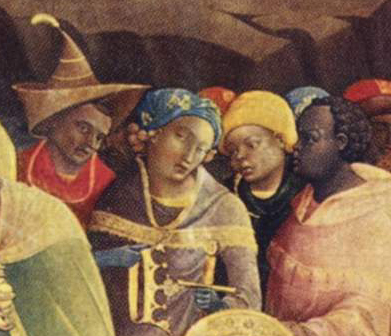
Dettaglio

Nel corteo sono presenti i più disparati tipi umani (dai tartari ai mori), abbigliati da vesti dai colori sgargianti e da cappelli dalle fogge originali ed esotiche. I due cavalieri con turbante in primo piano hanno i corpi sinuosamente allungati e piegati all'indietro, in modo da creare un gioco di linee ritmato, che crea un effetto di grande raffinatezza. All'estrema destra si trovano dei partecipanti ancora a cavallo, con un cammello e un levriero da caccia, mentre stanno chiedendo la via e un passante indica loro la stella cometa, che non è altro che il gruppo di angeli luminosi fermatosi davanti alla parete della capanna. In alto si trova un paesaggio di rocce spigolose (derivate da Giotto), sulle quali si erge uno spinoso castello e, al centro, avviene l'annuncio ai pastori ad opera di un altro angelo luminoso, dipinta sapientemente in monocromo per dare l'effetto notturno.
Alcune notazioni esotiche sono le scritte in arabo antico sui manti del Magio in piedi e su quello della figura a lui vicina.

## Stile

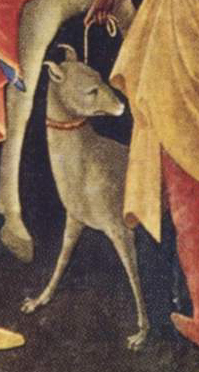
Il levriero, dettaglio

Lo stile di Lorenzo Monaco in quest'opera raggiunge il culmine di preziosità della linea, con le falcate ritmiche dei corpi e degli abiti dei personaggi, che creano un raffinato gioco ottico. Il naturalismo cortese qui è quasi del tutto assente (eccetto soltanto gli animali, in particolare il levriero da caccia), le ambientazioni sono arcaicizzanti, la spazialità quasi assente, per creare un mondo illusorio e fiabesco, in contrapposizione con lo stile rinascimentale. Le proporzioni sono allungatissime, evidenziate anche dai fantasiosi copricapo, le membra in movimento, i gesti essenziali e appena accennati, i colori brillanti e antinaturalistici, ottenuti con lacche e polvere di lapislazzuli per il blu. Tutti questi elementi riescono a spiritualizzare le immagini, dando loro un forte senso religioso, grazie a questo accentuato distacco dalla realtà.

## Pitture di corredo
La cornice è corredata da altre pitture che completano l'insieme. Nelle cuspidi si trovano un Redentore benedicente, al centro, e due Profeti (Isaia e forse David). La pala originariamente aveva le cuspidi più altre e isolate, che vennero scorciate e rese quadrate a fine del Quattrocento, quando vennero anche aggiunte le pitture di altri due profeti (alle estremità) e un'Annunciazione, con l'Angelo annunciante a sinistra e la Vergine annunciata a destra, su opera di Cosimo Rosselli.